# حلقه کتناری
در ریاضیات، یک حلقه جابجایی چون {\displaystyle R} را کتناری (به انگلیسی: Catenary) اگر برای هر جفت از ایده‌آل های اولی چون:
{\displaystyle p,q}
هر دو زنجیره صعودی اکید از ایده‌آل های اول مربوط:
{\displaystyle p=p_{0}\subset p_{1}\subset \cdots \subset p_{n}=q}
مشمول در زنجیره های اکیداً صعودی ماکسیمالی با طول های (متناهی) برابر از {\displaystyle p} به {\displaystyle q} باشند. در شرایط هندسی که بعد یک واریته جبری مربوط به یک ایده‌آل اول همزمان با بزرگ شدن ایده‌آل، کوچکتر شود، طول {\displaystyle n} چنین زنجیره ای اغلب تفاضل ابعادشان خواهد بود. 
یک حلقه را کتناری جهانی (به انگلیسی: Universally Catenary) گویند اگر تمام جبرهای متناهیاً تولید شده روی آن، حلقه های کتناری باشند.
کلمه 'کتناری' (به انگلیسی: Catenary) از کلمه لاتین catena گرفته شده که در آن زبان به معنای "زنجیر" است.
چنین حلقه هایی در زنجیره شمول زیر قرار می گیرند:
حلقه‌های کتناری ⊃  حلقه‌های کوهن-مکالی ⊃ حلقه‌های گورنشتاین ⊃ حلقه‌ها اشتراک کامل ⊃ حلقه‌های موضعی منظم